# Тајна операција
Тајна или прикривена операција (енгл. Covert Operation) означава тајне политичке и војне активности које проводи обавештајна служба државе налогодавца. Користе се у ситуацијама у којима отворени приступ не би довео до постизања циља у пожељној мјери.

## Опште
Тајне операције су усмјерене углавном против државе или регије. Може се односити и на циљеве у властитој земљи. Разлози за одабир тајних операција су напримјер ако циљеви или методе дјеловања стоје у супротности с постојећим законима, међународним правом или је пожељно прикривање од медија.
Главна разлика с класичном шпијунажом је, да није главни циљ добијање информација него је фокусирана активна манипулација. Тајне операције су инструмент за унапређење интереса моћних држава које имају довољно велик финансијски потенцијал. Ово се одражава често у драматичним посљедицама за становништво погођене земље или регије.

## Карактеристике
Типично за тајне операције су финансијска или логистичка подршка пожељног политичког покрета, одређених медија или група у држави да би проводиле циљеве налогодавца у држави. Може се радити о легалним утицајима (напримјер кроз подршку опозицијских група или невладиних организација) до клевете или ширења дезинформација и подршке паравојних или терористичких група те потпаљивање стретегије напетости.
Постоји много познатих случајева у којима су основани политички покрети и странаке, синдикати, радијске станице и издавачке куће од стране обавјештајне службе, или финансиране углавном од стране налогодавца како би на тај начин имали утицај на одређену земљу.

## Правни аспекти и посљедице
Тајне операције у миру означавају директни утицај владе налогодавца (заобилазећи суверенитет државе) на унутрашњу политику погођене дрзаве. Методе које се користе, често укључују методе које крше законе погођене државе, као и међународно право. Зато је потребна тајност при провођењу акција. Уколико дође до откривања тајне операције, то може довести у неким случајевима и до озбиљних дипломатских или међународних криза.

## Примјери

### 
- обарање иранског премијера Мохамеда Мосадика 1953.
- обарање гватемалског предсједника Хакоба Арбенза 1954.
- ликвидирање Че Геваре у Боливији 1967.
- операције у Чилеу за обарање Аљендеове власти.

- Потапање Гринписовог брода Rainbow Warrior с погибљем једног члана посаде 1985. експлозивном направом у Новом Зеланду. Гринпис је у то вријеме проводио интензивну кампању против француског тестирања нуклеарног наоружања на јужнопацифичком атолу Муруроау .

- Дјеловање током рата у Босни и Херцеговини и Хрватској.

### КГБ
- Атентат на папу Јована Павле II, уз помоћ бугарске тајне службе да би се зауставо утицај на Пољаке због пријетећих политичких промјена у источној Европи.
- Заустављање изградње и размјештаја неутронске бомбе у државама НАТО-а уз пружање финансијске и логистичке подршке мировним покретима у западној Европи.